# Anatole Louis Godet
Pour les articles homonymes, voir Godet.
Anatole Louis Godet est un photographe français né à Paris le 1er avril 1839 et mort le 20 avril 1887 à Neuilly-sur-Marne.

## Biographie
Fils de Nicolas Godet (1806–1878), lui-même photographe, il exerce dans l'atelier familial installé d'abord aux Batignolles, puis à partir de 1861/62 au 6-8 rue des Carrières des Batignolles, dans le XVIIIe arrondissement (cette rue deviendra la rue Ganneron).
Centrée sur la photographie d'œuvres d'art, la majeure partie de sa production connue est consacrée aux toiles d'Édouard Manet. Avec son père puis seul, il en réalisa des clichés du vivant du peintre, dont il fit également le portrait. C'est d'après cette photographie qu'a été gravé, par Félix Bracquemond, le frontispice de la plaquette de Zola sur Manet, parue à l'occasion de l'exposition organisée par Manet en 1867.
Manet rehaussa de couleurs une photo par Godet de sa toile Le Chemin de fer, souvent exposée et reproduite.
Anatole Godet fut le photographe des panneaux de l'exposition d'hommage à Manet qui se tint à l'École des Beaux-Arts en 1884.
Le département des Estampes et Photographies de la Bibliothèque nationale de France est dépositaire de photographies Godet, dont une représentant Madame Zola. Celles concernant Manet et ayant appartenu à Étienne Moreau-Nélaton sont regroupées en quatre albums. Des photographies de toiles de Manet par Godet se trouvent également à la Morgan Library de New York, à la Fondation Custodia de Paris, au Musée français de la photographie de Bièvres, au Paul Getty Museum.
Ses clichés de tableaux, photos originales reproduites par le procédé de la photoglyptie et collées, sont utilisés pour la publication de la série « Album artistique et biographique » publiée par l'éditeur E. Francfort, sis au n°45 de la rue de Paradis. Ces gros albums présentent 20 portraits des peintres et 20 œuvres exposées aux Salons en pleine page cartonnée. Anatole Godet est l'auteur des photographies des Salons de 1881 et 1882. Il collabore aussi à la Galerie contemporaine littéraire et artistique ainsi qu'à l'Art contemporain.
L'École nationale des beaux-arts conserve dans ses collections une photographie inédite de Courbet par Anatole Godet.
Son frère, Albert Godet (1851–1930), fut photographe lui aussi, notamment au Comptoir général de la photographie, propriété à partir de 1895 de Léon Gaumont. Poète et parolier, Albert Godet fut membre de la Lice chansonnière.